# Роменський район
Роменський райо́н (Роменщина) — район в Україні, у центральній частині Сумської області й межує з Полтавською та Чернігівською областями та був утворений під час адміністративно-територіальної реформи в Україні 2020 року. Адміністративний центр — місто Ромни. 
До складу району входять 8 територіальних громад.

## Історія
Роменський район утворено 19 липня 2020 року згідно із Постановою Верховної Ради України № 807-IX від 17 липня 2020 року в рамках Адміністративно-територіальної реформи в Україні. До його складу увійшли: Роменська міська, Липоводолинська, Недригайлівська селищні та Андріяшівська, Вільшанська, Коровинська, Синівська і Хмелівська сільські територіальні громади. Перші вибори Роменської районної ради відбулися 25 жовтня 2020 року.
Раніше територія району входила до складу ліквідованих тоді ж Роменського (1930—2020), Липоводолинського, Недригайлівського районів та міста обласного підпорядкування Ромни, з територією підпорядкованою міській раді, Сумської області.